# حوزه صحیح

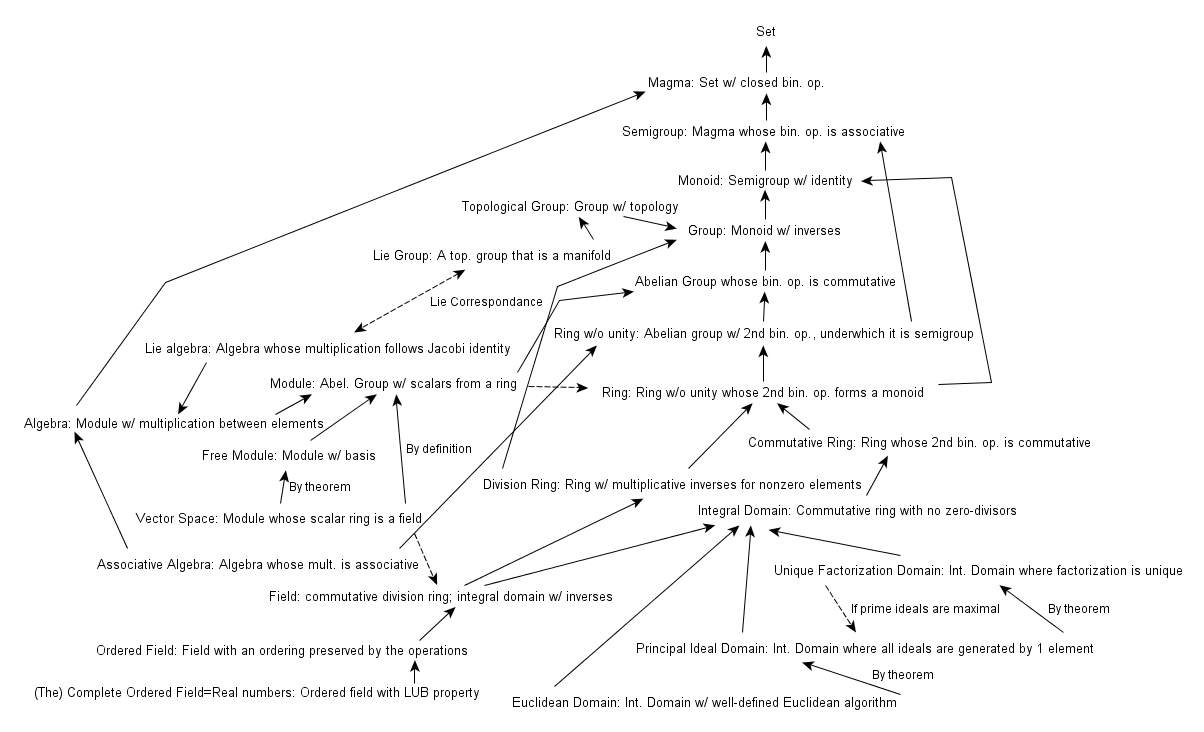
حوزه صحیح

در ریاضیات، به خصوص در جبر مجرد، حوزه صحیح (به انگلیسی: Integral Domain) (یا قلمرو صحیح)، حلقه جابجایی ناصفری است؛ که در آن ضرب هر دو عنصر ناصفر، ناصفر شود. حوزه‌های صحیح، تعمیم حلقه اعداد صحیح بوده و بستری طبیعی برای مطالعه تقسیم پذیری را فراهم می‌آورند. در حوزه صحیح، هر عنصر ناصفر {\displaystyle a} دارای خاصیت حذف است، یعنی اگر {\displaystyle a\neq 0}، از برابری {\displaystyle ab=ac} نتیجه می‌شود {\displaystyle b=c}.
حوزه صحیح تقریباً به صورت جهانی به صورت فوق تعریف می‌شود، اما تغییرات ظریفی در متون مختلف ممکن است وجود داشته باشد. این مقاله از این قرارداد پیروی می‌کند که حلقه‌ها یکدارند، یعنی دارای عنصر همانی ضربی هستند که با ۱ نشان داده می‌شود، اما برخی از مؤلفان از این قرارداد پیروی نکرده و حلقه‌ها را لزوماً یک دار در نظر نمی‌گیرند. برخی مواقع حوزه‌های صحیح ناجابجایی را هم مجاز می‌شمرند. با این حال، این مقاله قرارداد رایج تر را در نظر گرفته و واژه «حوزه» را برای حالت عمومی تر ناجابجایی ذخیره می‌کند.
برخی از منابع، به‌طور خاص سرج لانگ، از عبارت entire ring برای حوزه صحیح استفاده می‌کند.
برخی از انواع خاص حوزه‌های صحیح در زنجیره شمول زیر دیده می‌شوند:
رونگ‌ ⊃ حلقه ⊃ حلقه جابه‌جایی ⊃  حوزه صحیح ⊃ حوزه بسته صحیح ⊃ حوزه ب.م.م. ⊃ حوزه تجزیه یکتا ⊃ حوزه ایده‌آل اصلی ⊃ حوزه اقلیدسی ⊃ میدان ⊃ میدان بسته جبری

## ارجاعات
1. ↑  Bourbaki, p.  116.
2. ↑  Dummit and Foote, p.  228.
3. ↑  B.L. van der Waerden, Algebra Erster Teil, p. 36, Springer-Verlag, Berlin, Heidelberg 1966.
4. ↑  I.N. Herstein, Topics in Algebra, p. 88-90, Blaisdell Publishing Company, London 1964.
5. ↑  J.C. McConnel and J.C. Robson "Noncommutative Noetherian Rings" (Graduate Studies in Mathematics Vol. 30, AMS)
6. ↑  Pages 91–92 of Lang, Serge (1993), Algebra (Third ed.), Reading, Mass.: Addison-Wesley, ISBN 978-0-201-55540-0, Zbl 0848.13001